# Mount Washburn
Mount Washburn är ett berg i Antarktis. Det ligger i Västantarktis. Chile gör anspråk på området. Toppen på Mount Washburn är 2 725 meter över havet.
Terrängen runt Mount Washburn är varierad. Trakten är obefolkad. Det finns inga samhällen i närheten.